# 高材林
高材林（1964年2月—），男，湖南汉寿人，中华人民共和国政治人物。中共党员，研究生学历。

## 生平
1985年毕业于湖南大学有机化工专业，1990年获得辽宁大学国民经济计划与管理专业硕士学位，之后在辽宁大学国际经济系任教，1995年获得清华大学技术经济专业博士学位。早年任中国人民银行上海总部公开市场操作部副主任，吉林省人民政府办公厅副主任兼省金融工作领导小组办公室主任，省政府副秘书长，省金融工作办公室主任。2015年7月任松原市委副书记、副市长、代市长。
2018年1月，任吉林省人民政府副秘书长。2020年11月2日，中央纪委国家监委宣称高材林涉嫌严重违纪违法，正接受纪律审查和监察调查。2021年7月，吉林省政府原副秘书长高材林涉嫌贪污罪、受贿罪一案，经吉林省人民检察院指定管辖，由延边朝鲜族自治州人民检察院向延边朝鲜族自治州中级人民法院提起公诉。2023年9月2日，延边朝鲜族自治州中级人民法院以贪污、受贿两项罪名判处高材林无期徒刑，剥夺政治權利终身。